# Myrmecaelurus simplicis
Myrmecaelurus simplicis är en insektsart som beskrevs av Krivokhatsky 1992. Myrmecaelurus simplicis ingår i släktet Myrmecaelurus och familjen myrlejonsländor. Inga underarter finns listade i Catalogue of Life.